# Сингуляріанство
Сингуляріа́нство (англ. singularitarianism) — суспільний рух, визначений вірою в те, що технологічна сингулярність — створення суперінтелекту — ймовірно відбудеться в середньостроковій перспективі, і що необхідно вживати свідомих дій, щоб гарантувати, що сингулярність буде на користь людству.
Сингуляріанців відрізняють від інших футурологів, які спекулюють на темі технологічної сингулярності, через їхні переконання, що сингулярність не лише можлива, але й бажана, якщо її спрямувати обачно. Відповідно, вони іноді присвячують своє життя діям, які, на їхню думку, сприятимуть її швидкому та безпечному здійсненню.
Журнал Time описує світогляд сингуляріанців так: «Хоча це звучить як наукова фантастика, це не так, не більше, ніж прогноз погоди є науковою фантастикою. Це не маргінальна ідея; це серйозна гіпотеза про майбутнє життя на Землі. Інтелектуальний рефлекс відторгнення часто спрацьовує, коли ви намагаєтеся сприйняти ідею, яка включає суперінтелектуальних безсмертних кіборгів, але… хоча сингулярність на перший погляд здається абсурдною, це ідея, яка заслуговує на тверезу та ретельну оцінку».

## Історія
Сингуляріанство сформувалося як цілісна ідеологія у 2000 році, коли дослідник штучного інтелекту Еліезер Юдковський написав роботу The Singularitarian Principles («Принципи сингуляріанства»),, у якій він заявив, що «сингуляріанець» вірить, що сингулярність є світською, немістичною подією, яка можлива та корисна для світу, і досягнення якої прагнуть її прихильники.
У червні 2000 року Юдковський за підтримки інтернет-підприємців Браяна Аткінса та Сабіни Аткінс заснував Інститут досліджень машинного інтелекту (MIRI) для роботи над створенням дружнього ШІ. У своїх роботах MIRI обґрунтовує ідею, що ШІ, здатний покращувати власний дизайн (насіннєвий ШІ), швидко призведе до появи суперінтелекту. Сингуляріанці вважають, що швидке та безпечне досягнення сингулярності є найкращим можливим способом мінімізувати чистий екзистенційний ризик.
Багато хто вважає технологічну сингулярність можливою, не приймаючи сингуляріанство як моральну філософію. Хоча точні цифри важко визначити, сингуляріанство залишається невеликим рухом, до якого належить, зокрема, філософ трансгуманізму Нік Бостром. Винахідник і футурист Рей Курцвайл, який прогнозує, що сингулярність настане приблизно у 2045 році, значною мірою сприяв популяризації сингуляріанства своєю книгою 2005 року The Singularity Is Near: When Humans Transcend Biology.
|  | Що ж таке сингулярність? Це майбутній період, під час якого темпи технологічних змін будуть настільки стрімкими, а їхній вплив настільки глибоким, що людське життя буде незворотно трансформовано. Хоча ця епоха не є ані утопічною, ані дистопічною, вона змінить концепції, на яких ми базуємо сенс нашого життя, від бізнес-моделей до циклу людського життя, включаючи саму смерть. Розуміння сингулярності змінить наше сприйняття значення минулого та наслідків для майбутнього. Справжнє розуміння сингулярності змінює погляд на життя загалом і на власне життя зокрема. Я вважаю сингуляріанцем людину, яка розуміє сингулярність і замислюється над її наслідками для свого життя. |

У червні 2009 року в NASA Research Park у Кремнієвій долині за підтримки NASA, Google та широкого кола технологічних прогнозистів і технокапіталістів було відкрито Університет сингулярності. Його метою є підготовка наступного покоління лідерів для вирішення викликів, пов'язаних із прискоренням змін.
У липні 2009 року багато відомих сингуляріанців взяли участь у конференції, організованій Асоціацією з розвитку штучного інтелекту (AAAI), щоб обговорити потенційний вплив роботів і комп'ютерів, а також гіпотетичну можливість того, що вони можуть стати самодостатніми та здатними приймати власні рішення. Учасники обговорювали можливість і ступінь, до якого комп'ютери та роботи можуть здобути певний рівень автономії, а також те, якою мірою ці здібності можуть становити загрозу чи небезпеку (наприклад, кібернетичне повстання). Було зазначено, що деякі машини вже набули різних форм напівавтономності, зокрема здатності самостійно знаходити джерела енергії та вибирати цілі для атаки зброєю. Також учасники застерегли, що деякі комп'ютерні віруси можуть уникати видалення та демонструють «інтелект рівня тарганів». Вони дійшли висновку, що самосвідомість, як її часто зображують у науковій фантастиці, є малоймовірною, проте існують інші потенційні небезпеки та проблеми. Деякі експерти та науковці поставили під сумнів використання роботів для військових операцій, особливо коли їм надають певний рівень автономності. Президент AAAI доручив провести дослідження для вивчення цього питання.

## Критика
Існує кілька заперечень сингуляріанства Курцвайла, включаючи критику навіть з боку оптимістів у сфері штучного інтелекту. Наприклад, лауреат Пулітцерівської премії Дуглас Гофстедтер заявив, що прогноз Курцвайла про досягнення ШІ на рівні людини до 2045 року є нереалістичним. Навіть Гордон Мур, чиє ім'я стало основою для закону Мура, який передбачав сингулярність, заявляв, що сингулярність ніколи не настане.
За словами деяких спостерігачів, ці критичні зауваження не зменшують ентузіазму щодо сингулярності, оскільки вона набула статусу квазі-релігійної відповіді на страх смерті, дозволяючи її прихильникам отримувати переваги релігії без її онтологічних зобов'язань. Науковий журналіст Джон Хорган детальніше пояснив цю ідею, порівнявши сингуляріанство з релігією:
|  | Давайте визнаємо. Сингулярність — це релігійне, а не наукове бачення. Письменник-фантаст Кен Маклауд назвав її «захопленням для ботаніків», маючи на увазі кінець часів, коли Ісус забирає вірних до неба, залишаючи нас, грішників, позаду. Таке прагнення до трансцендентності, будь то духовної чи технологічної, цілком зрозуміле. Як індивідуально, так і на рівні виду, ми стикаємося зі смертельно серйозними проблемами, включаючи тероризм, поширення ядерної зброї, перенаселення, бідність, голод, деградація довкілля, зміна клімату, вичерпання ресурсів та СНІД. Інженери та науковці мають допомагати нам вирішувати ці проблеми, а не занурюватися в утопічні, псевдонаукові фантазії на кшталт сингулярності. |

Курцвайл відкинув цю категоризацію, заявляючи, що його прогнози про сингулярність базуються на даних про те, що зростання обчислювальних технологій у минулому було експоненціальним. Він стверджує, що критики, які заперечують його точку зору, помилково сприймають розвиток технологій як лінійний, не враховуючи експоненціального зростання.